# Le Grand Alibi (film, 1950)
Cet article concerne le film d'Alfred Hitchcock. Pour le film de Pascal Bonitzer, voir Le Grand Alibi.
Pour les articles homonymes, voir Le Grand Alibi.
Pour plus de détails, voir Fiche technique et Distribution.

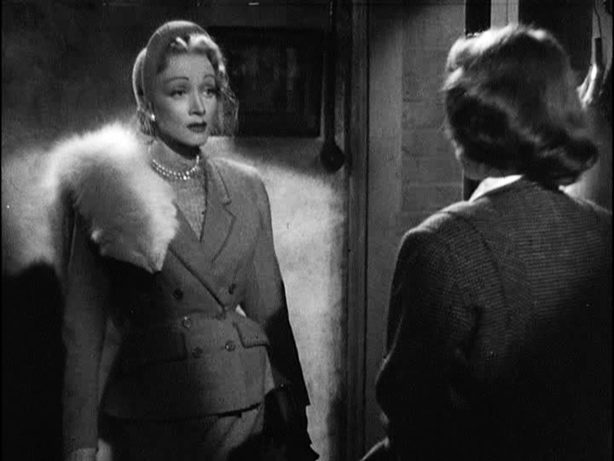
Marlene Dietrich et Jane Wyman

Le Grand Alibi (Stage Fright) est un film britannique réalisé par Alfred Hitchcock, sorti en 1950.

## Synopsis
Jonathan Cooper, épris d'une comédienne et chanteuse, Charlotte Inwood, est soupçonné d'être l'assassin de son mari. Il réussit à convaincre son amie Eve de son innocence. Elle décide de l'aider.

## Fiche technique
- Titre : Le Grand Alibi
- Titre original : Stage Fright
- Réalisation : Alfred Hitchcock
- Scénario : Whitfield Cook, Ranald MacDougall, Alma Reville d'après l'œuvre de Selwyn Jepson
- Adaptation française : Charles Dorat
- Post synchronisation : Warner Bros - First National dans les studios Éclair à Épinay-sur-Seine, sous la direction de Alfred Kirschner
- Dialogues additionnels : James Bridie
- Photographie : Wilkie Cooper
- Costume : Milo Anderson et Jean Dessès [1]
- Musique : Leighton Lucas
- Production : Alfred Hitchcock (non crédité)
- Société de distribution : Warner Bros. Entertainment
- Pays de production : Royaume-Uni
- Tournage : 1er juillet 1949 ; octobre 1949
- Langue : anglais
- Format : Noir et blanc - 1,37:1 - son mono - 35mm
- Genre : Policier, Thriller
- Durée : 106 minutes
- Affiche : Boris Grinsson (France)
- Dates de sortie : 
  - États-Unis : 23 février 1950 (New York)
  - États-Unis : 15 avril 1950
  - Canada : 12 mai 1950
  - Royaume-Uni : 26 mai 1950 (Londres)
  - France : 6 avril 1951

## Distribution
- Jane Wyman (VF : Renée Simonot) : Eve Gill
- Marlène Dietrich (VF : Lita Recio) : Charlotte Inwood
- Michael Wilding (VF : Jean Davy) : inspecteur Wilfred Smith
- Richard Todd (VF : Roger Rudel) : Jonathan Cooper
- Alastair Sim (VF : Camille Guérini) : Commodore Gill
- Sybil Thorndike (VF : Germaine Michel) : Mme Gill
- Kay Walsh (VF : Jacqueline Morane) : Nellie Goode
- Miles Malleson (VF : Raymond Rognoni) : Mr Fortesque
- Hector MacGregor (VF : Jean-Henri Chambois) : Freddie Williams
- Joyce Grenfell (VF : Marie Francey) : Lovely Ducks
- André Morell (VF : René Blancard) : inspecteur Byard
- Patricia Hitchcock (VF : Suzanne Marchellier) : Chubby Bannister
- Ballard Berkeley (VF : Claude Péran) : sergent Mellish
- Irene Handl : Mme Mason
- Howard Marion-Crawford : le premier chauffeur

## Galerie

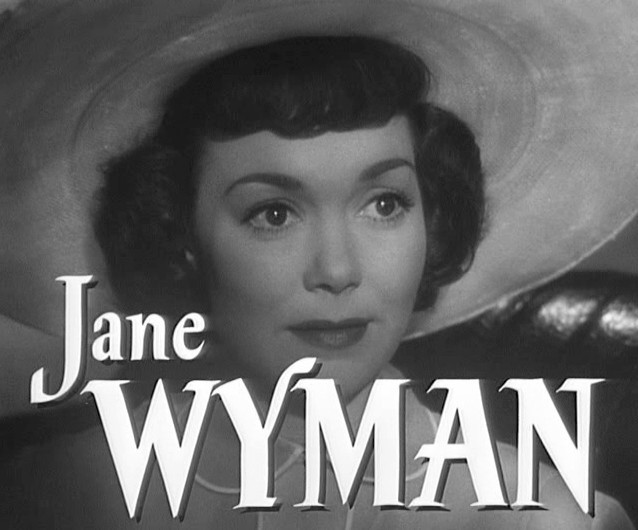
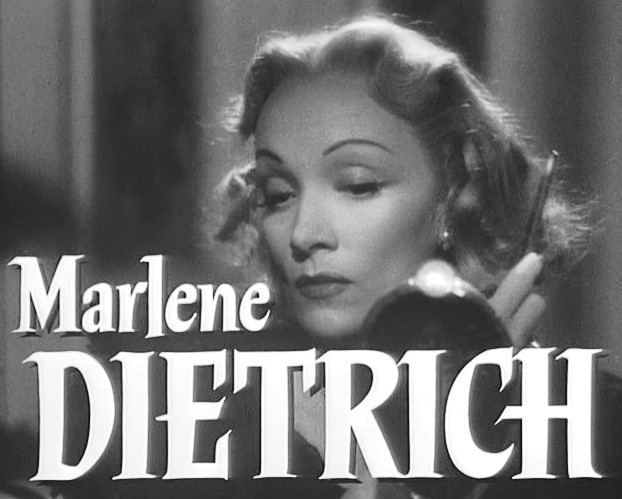
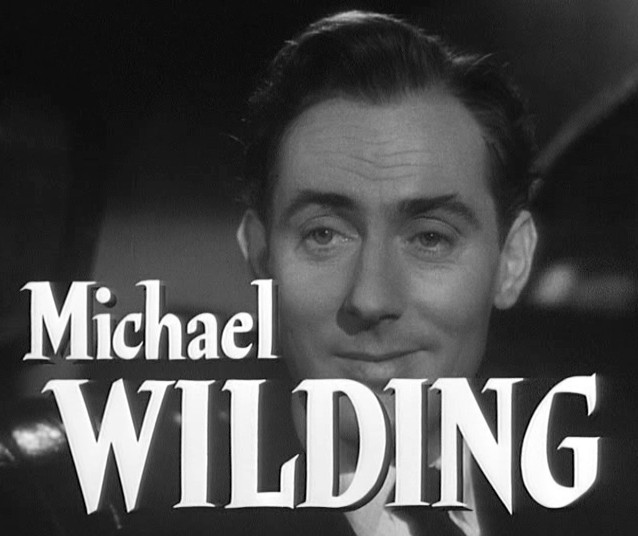
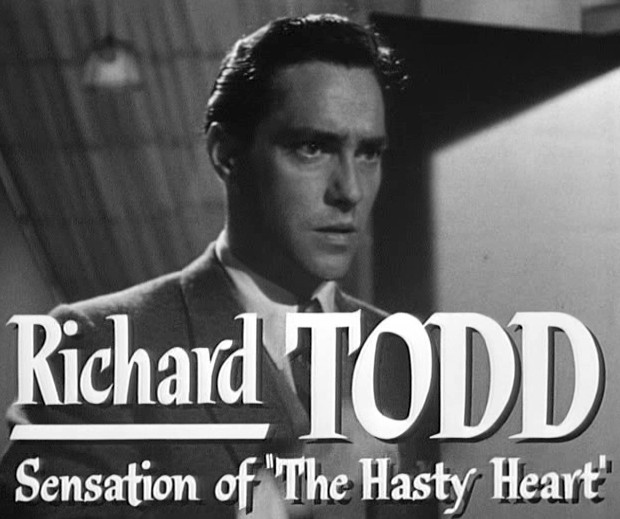
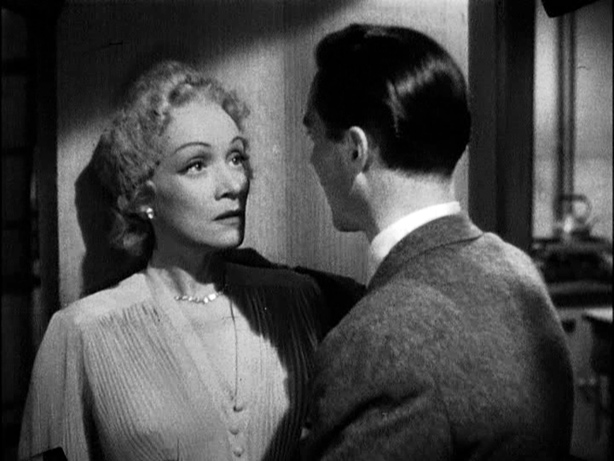

## Production
Hitchcock a recours dans ce film à un procédé inhabituel[pourquoi ?] : le flash-back du début se révélera être un flash-back menteur. Hitchcock regrettera par la suite d'avoir utilisé cette astuce[réf. souhaitée].
Pour son traditionnel caméo, Hitchcock figure cette fois un passant qui croise dans la rue le personnage joué par Jane Wyman et se retourne pour la regarder. Dans L'Histoire d'Adèle H. de François Truffaut, le réalisateur français, grand admirateur d'Hitchcock, fait une apparition similaire : il se retourne pour regarder le personnage joué par Isabelle Adjani.
Marlene Dietrich est habillée par le couturier Jean Dessès.